# هوليس توماس
هوليس توماس (بالإنجليزية: Hollis Thomas)‏ هو لاعب كرة قدم أمريكية أمريكي، ولد في 10 يناير 1974 في أبيلين في الولايات المتحدة.

## وصلات خارجية
- هوليس توماس على موقع مرجع كرة القدم المحترفة.كوم (الإنجليزية)